# Chand Bibi

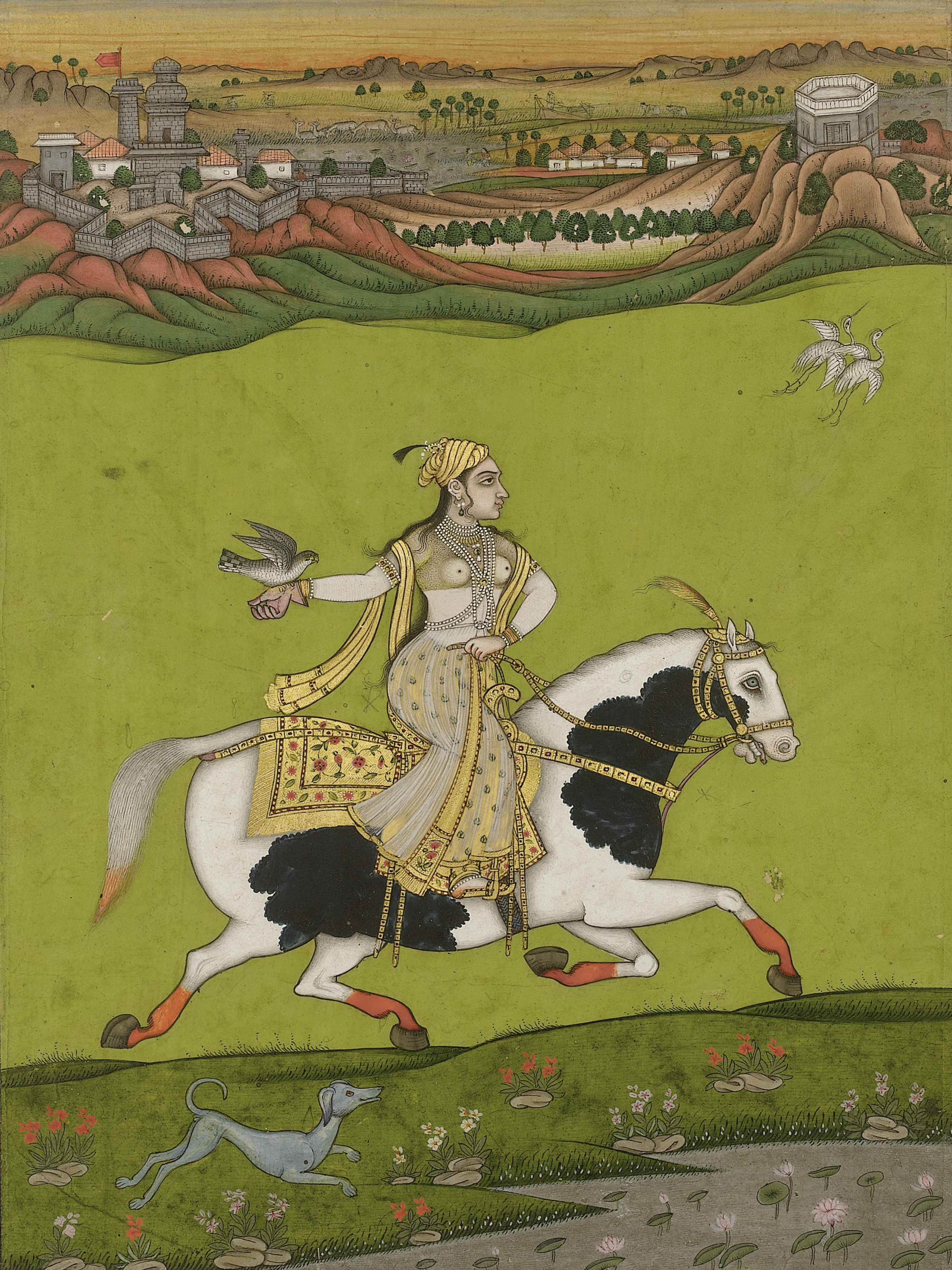
Chand Bibi bei der Falkenjagd, Miniatur aus dem 18. Jh.

Chand Bibi (* 1550; † 3. Juli 1600 in Ahmednagar), auch bekannt unter dem Namen Chand Khatun oder Chand Sultana, war Regentin von Bijapur (1580–90) und Regentin von Ahmadnagar (1596–99). Chand Bibi ist durch ihre couragierte Verteidigung von Ahmednagar im Jahre 1596 und 1600 gegen die Angriffe des Mogul-Kaisers Akbar I. bekannt geworden. In der belagerten Stadt wurde sie am 3. Juli 1600 von den eigenen Gefolgsleuten getötet. Militärisch unterstützt wurde sie von Malik Ambar, der die Stadt, die 1600 von den Moguln erobert worden war, für das Sultanat zurückgewann und ihr später als Regent nachfolgte. Chand Bibi war Tochter von Hussain Nizam Shah I. von Ahmednagar und Schwester von Burhan-ul-Mulk, Sultan von Ahmednagar. Sie war polyglott, sprach u. a. Arabisch, Persisch, Türkisch, Marathi und Kannada. Sie musizierte, spielte Sitar und malte.